# Cristina Donà (album)
Cristina Donà (UK Version, 2004) è l'album internazionale della cantautrice italiana Cristina Donà, uscito nel settembre del 2004 in 33 Paesi nel mondo, per la Rykodisc International (per la Mescal in Italia).

## Il disco
Cristina Donà contiene in buona parte i brani dell'album Dove sei tu, riadattati in inglese, più la cover di How Deep Is Your Love dei Bee Gees e la canzone Goccia, lasciata in italiano, già presente nell'album Nido e pubblicata nell'omonimo EP.
La versione di Cristina Donà pubblicata nel resto del mondo, esclusi Italia e Regno Unito, contiene due bonus tracks in italiano: Il mondo e L'uomo che non parla, già presenti in Dove sei tu.

## Tracce
1. Ultramarine - 4:41
2. Yesterday's Film - 4:00
3. Invisible Girl - 4:11
4. Wherever Finds You - 5:32
5. The Truman Show - 3:41
6. Triathlon (Casasonica Remix - featuring Samuel) - 3:10
7. Give It Back (To Me) - 4:45
8. How Deep Is Your Love - 4:19
9. Milly's Song - 2:28
10. One Perfect Day - 4:00
11. Goccia (featuring Robert Wyatt) - 4:14

## Musicisti
- Cristina Donà - voce e chitarra acustica

Altri musicisti
- Cristian Calcagnile - batteria e percussioni; campionamenti
- Lorenzo Corti - chitarra elettrica; campionamenti
- Marco Ferrara - basso e contrabbasso

### Ospiti

#### Ospiti speciali
- Davey Ray Moor - pianoforte (traccia 4); cori (traccia 7); campionamenti; produzione artistica
- Robert Wyatt - voce, cornetta, percussioni vocali, fischio e cori (traccia 11)

#### Altri ospiti
- Manuel Agnelli - chitarra acustica, organo Hammond + corde di piano (traccia 11)
- Nicoletta Bassetti - violoncello (tracce 2, 4)
- Michele Benvenuti - trombone (tracce 4, 9)
- Max Costa - programmazioni (traccia 11)
- Matteo Del Soldà - viola (traccia 2)
- Elena Faccani - violino (traccia 9)
- Filippo Giannetti - viola (traccia 9)
- Alessandra Giudici - oboe (traccia 9)
- Massimo Marcer - tromba (tracce 2, 9)
- Libero Mureddu - pianoforte e celesta (traccia 9); arrangiamento (traccia 9); arrangiamento archi (traccia 2)
- Mariella Sanvito - violino (traccia 2)
- Matilde Scarponi - viola (traccia 9)
- Marianna Sinagra - violoncello (traccia 9)

#### Triathlon(Casasonica Remix)
- Max Casacci (Subsonica), Ale Bavo (Sushi), Condimix - campionamenti e manipolazioni
- Samuel (Subsonica) - voce e cori